# 23722 Gulak
23722 Gulak è un asteroide della fascia principale. Scoperto nel 1998, presenta un'orbita caratterizzata da un semiasse maggiore pari a 2,2786588 UA e da un'eccentricità di 0,1901311, inclinata di 4,13480° rispetto all'eclittica.